# Gmina Brckovljani
Gmina Brckovljani (chorw. Općina Brckovljani) – gmina w Chorwacji, w żupanii zagrzebskiej. W 2011 roku liczyła  6837 mieszkańców.